# 영평초등학교
영평초등학교는 대한민국 제주특별자치도 제주시 영평동에 있는 공립 초등학교이다.

## 학교 연혁
- 2024년	3월 1일 제25대 문정옥 교장 부임

- 2024년	3월 1일 초등 29학급, 특수 2학급, 유치원 3학급 편성

- 2024년	2월 1일 보건실 및 특수학급 리모델링 공사

- 2024년	1월 26일 본관동 증축(보건실, 교실 5실)

- 2023년	8월 1일 학교 운동장 차앙 설치

- 2023년	8월 1일 주차장 출입구 주변 울타리 및 돌담 정비

- 2023년	4월 1일 운동장 서쪽 경계 비구방지용 울타리 설치

- 2023년	3월 1일 제주형 자율학교 신규지정(4년)

- 2023년	3월 1일 초등 28학급, 특수 1학급, 유치원 3학급 편성

- 2023년	2월 28일 학교도서관 현대화사업

- 2023년	2월 23일 중앙현관 및 방풍실 환경개선

- 2023년	2월 12일 유치원 어린이놀이시설 설치

- 2023년	1월 12일 유치원교실 증축(3실)

- 2022년	10월 15일 복합체육관 차오름관 준공

- 2022년	8월 31일 별관동 증축(도서관, 교실 6실)

- 2022년	3월 1일 제24대 김연희 교장 부임

- 2022년	3월 1일 초등 28학급, 특수 1학급, 유치원 1학급 편성(5학급 증가)

- 2021년	3월 1일 초등 23학급, 특수 1학급, 유치원 1학급 편성(4학급 증가)

- 2020년	3월 1일 초등 19학급, 특수 1학급, 유치원 1학급 편성(3학급 증가)

- 2020년	3월 1일다혼디 배움학교 신규지정(3년)

- 2019년	3월 1일 초등 16학급, 특수 1학급, 유치원 1학급 편성(6학급 증가)

- 2018년	5월 24일 신관동 교실 신축(교실10실, 과학실, 화장실 3곳)

- 2017년	3월 1일 유치원 1, 초등 11학급 편성
- 2016년	3월 1일 유치원 1, 초등 9학급 편성(2학급 증가)
- 2016년	3월 1일 제21대 강학윤 교장 취임
- 2016년	2월 1일 보건실 현대화(3,500만원)
- 2014년	11월 20일 배움터지킴이실 구축
- 2013년	12월 1일 스마트교실 구축사업(전자칠판1, 태블릿PC 32대)
- 2013년	3월 1일 국회 주관 제9회 대한민국 어린이 국회 연구회 구성, 운영
- 2013년	2월 28일 교문 개축 및 주변환경 정비, 주차장 배수로 개선, 학교명 표석 제작 설치
- 2012년	2월 29일 탄성포장재 인라인스케이트장 및 육상트랙 조성
- 2010년	12월 1일 범죄예방용 CCTV 8개소 설치
- 2009년	8월 25일 급식소 현대화 사업
- 2009년	7월 6일 천연잔디 운동장 조성(3,552m2)
- 2009년	2월 1일 3층 증축(교실 3실, 특별실 3실, 화장실 2곳, 총 603.33m2)
- 2008년	9월 7일 과학실 현대화 사업 실시
- 2005년	4월 1일 운동장 정비(배수공사, 마사토, 잔디밭 조성)
- 2005년	2월 1일 유치원 교실, 컴퓨터실 신축, 2층 화장실 신축
- 2004년	7월 28일 3개 교실 바닥 개선 공사
- 2003년	7월 10일 실외 화장실 및 자료실 신축
- 2001년	8월 1일 유리 온실 신축
- 1997년	9월 2일 교실바닥 천정 보수
- 1996년	3월 1일 영평초등학교로 개칭
- 1992년	10월 20일 급식소 및 5개교실 준공
- 1989년	7월 30일 도로변 울타리 조성식
- 1984년	3월 12일 병설유치원 개원
- 1970년	4월 5일 감귤원 조성(5482m2)
- 1969년	5월 15일 영평국민학교 개교
- 1969년	3월 1일 영평국민학교 설립인가
- 1968년	3월 1일 아라국민학교 영평분교장 설립
- 1948년	12월 1일 4·3 사건으로 교사 소실, 주민 시내 소개로 폐교
- 1946년	3월 1일 개교(영평하동 900-27) 150명 모집 공부 시작
- 1945년	12월 1일 설립인가

## 참고 자료
- 영평초등학교 - 한국교육학술정보원 학교알리미